# سابرينا بوخهولتس
سابرينا بوخهولتس (بالألمانية: Sabrina Buchholz)‏ هي متسابقة بياثل ألمانية، ولدت في 5 مارس 1980 في اشمالكالدن في ألمانيا.

## وصلات خارجية
- الموقع الرسمي
- سابرينا بوتشولز على موقع IBU (الإنجليزية)